# San Francisco, Turicato
San Francisco är en ort i Mexiko.   Den ligger i kommunen Turicato och delstaten Michoacán de Ocampo, i den södra delen av landet, 240 km väster om huvudstaden Mexico City. San Francisco ligger 574 meter över havet och antalet invånare är 126.
Terrängen runt San Francisco är huvudsakligen lite kuperad. San Francisco ligger nere i en dal. Runt San Francisco är det ganska glesbefolkat, med 25 invånare per kvadratkilometer. Närmaste större samhälle är Cuitzián Grande, 6,7 km söder om San Francisco. I omgivningarna runt San Francisco växer huvudsakligen savannskog.